# شاطئ جنيح
شاطئ جنيّح (بالفرنسية: Plage Jenayah)‏، هو شاطئ يقع في مدينة بنقردان، ويعتبر ثالث شاطئ في المدينة بعد شاطئ مرسى القصيبة وشاطئ بوقرنين 
ويقع على يمين طريق جرجيس ويبعد 20 كلم تقريباً على مركز مدينة بنقردان، ويتميز بنقاوة مياهه وعمقها وهو الوجهة المفضلة لفئة الشباب خاصةً.

## مقالات ذات صلة
- شاطئ مرسى القصيبة
- شاطئ بوقرنين
- شاطئ الكتف
- شاطئ الصٌلب

## وصلات خارجية
- الموقع الرسمي.